# Тешелово (Поставский район)
Тешелово (белор. Цешлава) — деревня в Новосёлковском сельсовете Поставского района Витебской области Белоруссии. Население — 69 человек (2019).

## География
Возле деревни расположено озеро Тешелово (безимянное) и относится предположительно к бассейну реки Лучайка (пр. приток р. Мяделка).

## История
Впервые упоминается в дарственной грамоте пани Александры Загорской, жены мозырского стольника, выданной Тешиловской униатской церкви. Согласно грамоте, помещица передавала церкви своего подданного Максима Кузьму с сыновьями. После смерти пани Александры, имение Тешилово перешло во владение ошмянского подстолия пана Михаила Путяты.
27 марта 1707 года пан Михаил Путята завещал вечным правом для Тешиловской церкви своего подданного Павлюка Кузьминового с женой и детьми.
После смерти отца пресвитера Тешиловской церкви Юрия Обуховича, настоятелем церкви стал ксендз Якуб Богаткевич. Он не нашел среди церковных бумаг дарственной грамоты Александры Загорской и обратился к пану Александру Путяте за подтверждением прежних дарований.
17 августа 1761 года пресвитер Тешиловской униатской церкви Ошмянского повета ксендз Якуб Богаткевич представил в городском магистрате в Ошмянах дарственную грамоту поберлинского старосты Александра Путяты («дедича Тешилова»), в которой он подтверждал прежние дарственные грамоты пани Александры Загорской и своего отца Михаила Путяты. Кроме того, Александр Путята признавал неправомерными действия заставного владельца, его арендатора, вилькомирского чашника Константина Хомского, который подданного церкви Моисея Кузьму перевел на дворовую землю имения Тешилова. В дополнение к трем волокам земли, которой владела церковь, пан Александр Путята передал землю в деревне Тешилово за домом Моисея Болдыша, которая ранее принадлежала Томашу Гайдукевичу.
В 1774 году деревня была передана из Поставского римско-католического прихода новому Лучайскому приходу.
Из метрических книг Лучайского костела:
«Гилярий Франтишек Кадушкевич. Родился 7 января 1837 года в деревне Цешилове. 17 января 1837 года ксендз Панкевич в Лучайском приходсом костеле окрестил младенца по имени Гилярий Франтишек. Родители: Адам и Анна из Витецких Кадушкевичей, шляхты арендовнэй. Крестные: Томаш Охотницкий с Оршулей Кадзиовной. Ассистентами были Юзеф Михневич с Евой Охотницкой».
В 1861 году — деревня в Маньковичской волости Вилейского уезда Виленской губернии.

Из метрических книг Лучайского костела:
«22 июля 1875 года кс. Абдон Андржейкович обвенчал в Лучайском Римско-Католическом костеле побилетного солдата Казимира Кадушкевича, юношу 27 лет из деревни Тешилово, и крестьянку Казимиру Мойсеёнкову, девицу 21 года из деревни Желязовщина, сего костела прихожан. Родители жениха: Адам Кадушкевич и Анна из Витецких. Родители невесты: Семён Майсеёнок и Виктория из Маковских. Свидетели: Александр Литвинёнок, Адам Альхимович, Валерий Ластовский и многие другие».
В результате советско-польской войны 1919—1921 гг. деревня оказалась в составе Срединной Литвы.
С 1922 года — в составе Маньковичской гмины Дуниловичского повета Виленского воеводства Польши (II Речь Посполитая).
В сентябре 1939 года деревня была присоединена к БССР силами Белорусского фронта РККА.
С 15 января 1940 года — в Поставском районе Вилейской области БССР.
В 2001 году — в колхозе имени Суворова.